# Линда-Вайда
Линда-Вайда (нем. Linda bei Weida) — община в Германии, в земле Тюрингия. 
Входит в состав района Грайц. Подчиняется управлению Лендерек.  Население составляет 462 человека (на 31 декабря 2010 года). Занимает площадь 8,81 км².